# Еротска лактација
Еротска лактација је сексуално узбуђење дојењем на женским грудима. У зависности од контекста, пракса се може назвати и одраслим сисањем, одраслим дојењем и дојењем одраслих. Двоје људи у ексклузивној вези може се назвати дојиљачким паром.
„Млечни фетишизам“ и „лактофилија“ су медицински, дијагностички термини за парафилије и користе се за поремећаје према прецизним критеријумима ИЦД-10 и ДСМ-IV.

## Мотивације
Пошто се женске груди и брадавице генерално сматрају важним делом сексуалне активности у већини култура, није неуобичајено да парови пређу од оралне стимулације брадавица до стварног дојења. У лезбијским партнерствима, обострано дојење се сматра познатим изразом наклоности и нежности.
Извештај о научном истраживању (састављеном од 1690 Британаца) које открива да је у 25% до 33% свих парова мушки партнер сисао груди своје жене. Обично су мушкарци као мотив давали истинску емоционалну потребу.

## Друштвене импликације
Груди имају две главне улоге у људском друштву: хранљиву и сексуалну. Дојење генерално неки сматрају благим обликом егзибиционизма, посебно у западним друштвима. Мајке које доје сусреле су се са законским последицама за дојење своје деце у малој доби или у јавности, или за фотографисање себе док доје.
Истраживач Ники Саливан, у својој књизи Критички увод у квир теорију, назива еротску лактацију манифестацијом „Квира“. Она дефинише квир као идеологију; односно као „нека врста нејасног и неодредивог скупа пракси и (политичких) позиција који има потенцијал да оспори нормативна знања и идентитете”. Ослањајући се на изјаву Давида Халперина, она наставља „пошто је квир позиционирање, а не идентитет у хуманистичком смислу, није ограничен на гејеве и лезбијке, већ га може прихватити свако ко се осећа маргинализованим као резултат својих сексуалних пракси." Хетерормативни профил дојења претпоставља одређене норме:
- новорођенче до дванаест месеци;
- мотивације нутритивних и развојних користи за дете и физиолошке користи за мајку;
- могуће секундарне мотивације погодности и еконмичности;
- пракса у приватном, домаћем окружењу; и
- ексклузивност конзумације мајчиног млека за најмлађе

Писац Фиона Џиле тврди да потпуно препознавање груди као сексуалних објеката треба да укључи уважавање еротичности лактације, и да идеја да се дојке у лактацији могу сексуализирати потенцијално ослобађа жене.